# Sumiko Yokoyama
Sumiko Yokoyama (jap. 横山寿美子 Yokoyama Sumiko; ur. 25 marca 1974 w Myōkōkōgen-machi w prefekturze Niigata) – japońska biegaczka narciarska, wielokrotna medalistka igrzysk olimpijskich.

## Kariera
W Pucharze Świata zadebiutowała 12 grudnia 1992 roku w Ramsau, zajmując 40. miejsce w biegu na 5 km techniką klasyczną. Pierwsze punkty wywalczyła blisko dwa lata później – 27 listopada 1994 roku w Kirunie zajęła 26. pozycję w biegu na 5 km klasykiem. W międzyczasie wystąpiła na mistrzostwach świata juniorów w Harrachovie, gdzie zajęła trzynaste miejsce, zarówno w biegu na 5 km klasykiem jak i na dystansie 15 km stylem dowolnym. Na rozgrywanych rok później mistrzostwach świata juniorów w Breitenwang była odpowiednio ósma i piąta. W klasyfikacji generalnej Pucharu Świata najlepiej wypadła w sezonie 2002/2003, który ukończyła na 33. lokacie. Jej najlepszym olimpijskim wynikiem było dziesiąte miejsce w sztafecie na igrzyskach olimpijskich w Salt Lake City w 2002 roku. Startowała również w każdej edycji mistrzostw świata w latach 1993-2007, najlepszy indywidualny wynik uzyskując podczas mistrzostw świata w Val di Fiemme w 2003 roku, gdzie była dziewiętnasta w biegu na 15 km stylem klasycznym. Ponadto na rozgrywanych cztery lata później mistrzostwach w Sapporo wspólnie z koleżankami z reprezentacji zajęła ósmą pozycję w sztafecie. W latach 1996–2007 Yokoyama zdobyła osiem medali igrzysk azjatyckich, w tym dwa złote: na dystansie 10 km podczas IA w Harbinie w 1996 roku oraz na dystansie 5 km podczas IA w Yongpyong w 1999 roku. Startowała także w zawodach FIS Marathon Cup, przy czym 2 marca 2008 roku wywalczyła swoje jedyne podium zajmując trzecie miejsce w największym maratonie cyklu – szwedzkim Vasaloppet. W 2008 roku zakończyła karierę.
Jej siostra Kumiko również była biegaczką narciarską.

## Osiągnięcia

### Igrzyska olimpijskie
| Miejsce | Dzień     | Rok  | Miejscowość    | Konkurencja             | Czas biegu | Strata   | Zwyciężczyni        |
| ------- | --------- | ---- | -------------- | ----------------------- | ---------- | -------- | ------------------- |
| 36.     | 13 lutego | 1994 | Lillehammer    | 15 km stylem dowolnym   | 39:44,5    | +5:15,9  | Manuela Di Centa    |
| 50.     | 15 lutego | 1994 | Lillehammer    | 5 km stylem klasycznym  | 14:08,8    | +2:21,7  | Lubow Jegorowa      |
| 36.     | 17 lutego | 1994 | Lillehammer    | 5+10 km pościgowy       | 41:38,9    | +5:17,6  | Lubow Jegorowa      |
| 45.     | 24 lutego | 1994 | Lillehammer    | 30 km stylem klasycznym | 1:25:41,6  | +11:33,1 | Manuela Di Centa    |
| 24.     | 8 lutego  | 1998 | Nagano         | 15 km stylem klasycznym | 46:55,4    | +3:59,9  | Olga Daniłowa       |
| 25.     | 10 lutego | 1998 | Nagano         | 5 km stylem klasycznym  | 17:37,9    | +1:17,2  | Łarisa Łazutina     |
| 25.     | 12 lutego | 1998 | Nagano         | 5+10 km pościgowy       | 46:06,9    | +2:34,3  | Łarisa Łazutina     |
| 10.     | 15 lutego | 1998 | Nagano         | Sztafeta 4 × 5 km       | 55:13,5    | +3:09,3  | Rosja               |
| 32.     | 20 lutego | 1998 | Nagano         | 30 km stylem dowolnym   | 1:22:01,5  | +10:02,8 | Julija Czepałowa    |
| 22.     | 9 lutego  | 2002 | Salt Lake City | 15 km stylem dowolnym   | 39:54,4    | +2:21,8  | Stefania Belmondo   |
| 31.     | 12 lutego | 2002 | Salt Lake City | 10 km stylem klasycznym | 28:05,6    | +2:26,7  | Bente Skari         |
| 27.     | 15 lutego | 2002 | Salt Lake City | 10 km łączony           | 25:09,9    | +1:13,4  | Beckie Scott        |
| 10.     | 21 lutego | 2002 | Salt Lake City | Sztafeta 4 × 5 km       | 49:30,6    | +2:05,1  | Niemcy              |
| 22.     | 24 lutego | 2002 | Salt Lake City | 30 km stylem klasycznym | 1:30:57,1  | +8:51,7  | Gabriella Paruzzi   |
| 30.     | 12 lutego | 2006 | Turyn          | 2 × 7,5 km bieg łączony | 42:48,7    | +3:09,9  | Kristina Šmigun     |
| 12.     | 18 lutego | 2006 | Turyn          | Sztafeta 4 × 5 km       | 54:47,7    | +2:10,1  | Rosja               |
| 37.     | 24 lutego | 2006 | Turyn          | 30 km stylem dowolnym   | 1:22:25,4  | +7:15,9  | Kateřina Neumannová |

### Mistrzostwa świata
| Miejsce | Dzień     | Rok  | Miejscowość   | Konkurencja             | Czas biegu | Strata  | Zwyciężczyni        |
| ------- | --------- | ---- | ------------- | ----------------------- | ---------- | ------- | ------------------- |
| 54.     | 19 lutego | 1993 | Falun         | 15 km stylem klasycznym | 44:49,0    | +5:50,1 | Jelena Välbe        |
| 67.     | 21 lutego | 1993 | Falun         | 5 km stylem klasycznym  | 14:07,6    | +2:28,4 | Łarisa Łazutina     |
| 59.     | 23 lutego | 1993 | Falun         | 5+10 km pościgowy       | 40:19,0    | +6:32,8 | Stefania Belmondo   |
| 35.     | 10 marca  | 1995 | Thunder Bay   | 15 km stylem klasycznym | 41:27,5    | +5:41,2 | Łarisa Łazutina     |
| 53.     | 12 marca  | 1995 | Thunder Bay   | 5 km stylem klasycznym  | 15:23,7    | +2:23,9 | Łarisa Łazutina     |
| 49.     | 14 marca  | 1995 | Thunder Bay   | 5+10 km pościgowy       | 43:19,6    | +5:54,3 | Łarisa Łazutina     |
| 38.     | 21 lutego | 1997 | Trondheim     | 15 km stylem dowolnym   | 36:28,2    | +3:52,6 | Jelena Välbe        |
| 62.     | 23 lutego | 1997 | Trondheim     | 5 km stylem klasycznym  | 13:32,7    | +1:32,1 | Jelena Välbe        |
| 15.     | 27 lutego | 1997 | Trondheim     | Sztafeta 4 × 5 km       | 56:40,2    | +5:32,8 | Rosja               |
| 48.     | 19 lutego | 1999 | Ramsau        | 15 km stylem dowolnym   | 38:49,0    | +8:12,4 | Stefania Belmondo   |
| 27.     | 22 lutego | 1999 | Ramsau        | 5 km stylem klasycznym  | 12:49,8    | +1:17,3 | Bente Skari         |
| 38.     | 23 lutego | 1999 | Ramsau        | 5+10 km pościgowy       | 42:27,9    | +4:39,9 | Stefania Belmondo   |
| 12.     | 25 lutego | 1999 | Ramsau        | Sztafeta 4 × 5 km       | 53:05,9    | +4:41,7 | Rosja               |
| 47.     | 15 lutego | 2001 | Lahti         | 15 km stylem klasycznym | 43:54,8    | +5:46,4 | Bente Skari         |
| 39.     | 18 lutego | 2001 | Lahti         | 10 km łączony           | 28:06,1    | +2:39,8 | Virpi Kuitunen      |
| 22.     | 20 lutego | 2001 | Lahti         | 10 km stylem klasycznym | 29:13,5    | +2:08,2 | Bente Skari         |
| 13.     | 23 lutego | 2001 | Lahti         | Sztafeta 4 × 5 km       | 53.01,6    | +5:43,5 | Rosja               |
| 19.     | 18 lutego | 2003 | Val di Fiemme | 15 km stylem klasycznym | 39:40,9    | +2:22,8 | Bente Skari         |
| 30.     | 20 lutego | 2003 | Val di Fiemme | 10 km stylem klasycznym | 25:47,0    | +2:20,3 | Bente Skari         |
| 32.     | 22 lutego | 2003 | Val di Fiemme | 10 km łączony           | 26:38,4    | +1:06,9 | Kristina Šmigun     |
| 11.     | 24 lutego | 2003 | Val di Fiemme | Sztafeta 4 × 5 km       | 50:54,7    | +3:17,4 | Niemcy              |
| 28.     | 17 lutego | 2005 | Oberstdorf    | 10 km stylem dowolnym   | 26:27,6    | +2:36,2 | Kateřina Neumannová |
| DNF     | 19 lutego | 2005 | Oberstdorf    | 2 × 7,5 km bieg łączony | 42:16,8    | -       | Julija Czepałowa    |
| 12.     | 21 lutego | 2005 | Oberstdorf    | Sztafeta 4 × 5 km       | 57:15,7    | +3:48,9 | Norwegia            |
| 22.     | 26 lutego | 2005 | Oberstdorf    | 30 km stylem klasycznym | 1:27:05,8  | +4:09,3 | Marit Bjørgen       |
| 23.     | 25 lutego | 2007 | Sapporo       | 2 × 7,5 km bieg łączony | 41:27,5    | +1:58,7 | Olga Zawjałowa      |
| 8.      | 1 marca   | 2007 | Sapporo       | Sztafeta 4 × 5 km       | 54:18,6    | +2:03,2 | Finlandia           |
| 20.     | 3 marca   | 2007 | Sapporo       | 30 km stylem klasycznym | 1:29:47,1  | +7:26,7 | Virpi Kuitunen      |

### Mistrzostwa świata juniorów
| Miejsce | Dzień       | Rok  | Miejscowość | Konkurs                | Wynik     | Strata  | Zwyciężczyni        |
| ------- | ----------- | ---- | ----------- | ---------------------- | --------- | ------- | ------------------- |
| 13.     | 2 marca     | 1993 | Harrachov   | 5 km stylem klasycznym | 16:39,1   | +1:03,3 | Kateřina Neumannová |
| 13.     | 6 marca     | 1993 | Harrachov   | 15 km stylem dowolnym  | 43:00,6   | +2:24,8 | Irina Składniewa    |
| 8.      | 26 stycznia | 1994 | Breitenwang | 5 km stylem klasycznym | 16:20,2   | +35,8   | Irina Składniewa    |
| 2.      | 28 stycznia | 1994 | Breitenwang | Sztafeta 4 × 5 km      | 1:06:19,6 | +12,2   | Czechy              |
| 5.      | 30 stycznia | 1994 | Breitenwang | 15 km stylem dowolnym  | 41:53,5   | +2:01,8 | Julija Czepałowa    |

### Puchar Świata

#### Miejsca w klasyfikacji generalnej
- sezon 1994/1995: 55.
- sezon 1995/1996: 54.
- sezon 1996/1997: 46.
- sezon 1997/1998: 51.
- sezon 1998/1999: 55.
- sezon 1999/2000: 41.
- sezon 2000/2001: 63.
- sezon 2001/2002: 84.
- sezon 2002/2003: 41.
- sezon 2003/2004: 33.
- sezon 2004/2005: 62.
- sezon 2005/2006: 91.

#### Miejsca na podium
Yokoyama nigdy nie stała na podium zawodów Pucharu Świata.

### FIS Marathon Cup

#### Miejsca w klasyfikacji generalnej
- sezon 2007/2008: 12.

#### Miejsca na podium
| Nr | Dzień   | Rok  | Zawody     | Dystans                 | Czas biegu | Strata  | Pozycja | Zwyciężczyni   |
| -- | ------- | ---- | ---------- | ----------------------- | ---------- | ------- | ------- | -------------- |
| 1. | 2 marca | 2008 | Vasaloppet | 90 km stylem klasycznym | 4:47:16,0  | +3:41,0 | 3.      | Sandra Hansson |